# Rasa del Pujol (Segarra)
|  | Per a altres significats, vegeu «Rasa del Pujol (Segarra-Solsonès)». |

La Rasa del Pujol és un torrent afluent per l'esquerra del Barranc dels Quadros. La Rasa del Pujol transcorre íntegrament pel terme municipal de Torà (Segarra). La Rasa del Pujol no té cap afluent.